# Gpega
Grand Prix Circuit (ou GPEGA, nome do executável) é um antigo jogo de corrida de Fórmula 1 para computador, desenvolvido pela Accolade, que demonstra a temporada de 1988. Para DOS, foi lançado em 1988.
Há 9 concorrentes e 3 carros à escolha: Ferrari, Williams e McLaren-Honda e 8 pistas à volta do mundo. Há também 3 modos de jogo: Prática, Corrida livre e Campeonato.
As pistas são:
- Brasil
- Mônaco
- Canadá
- Estados Unidos
- Inglaterra
- Alemanha
- Itália
- Japão

Esse jogo Roda em Computadores 8086 (conhecidos como XT), 286 e superiores. é capas de rodar em monitores CGA mono-cromático através do executável GPCGA.EXE